# ويليام كاري فان فليت
ويليام كاري فـان فليت هو محامي وقاضي وسياسي أمريكي، ولد في 24 مارس 1852 في ماومي في الولايات المتحدة، وتوفي في 3 سبتمبر 1923 في سان فرانسيسكو في الولايات المتحدة. نشط حزبياً في الحزب الجمهوري الكاليفورني ‏. وقد انتخب عضو جمعية ولاية كاليفورنيا ‏.